# 东窑子镇
东窑子镇，是中华人民共和国河北省张家口桥西区下辖的一个乡镇级行政单位。

## 行政区划
东窑子镇下辖以下地区：
东窑子村、元宝山村、东湾子村、孤石村、石匠窑村、南天门村、四岔村、稍道沟村、菜市村、清河村、红旗营村、土井子村、永丰堡村、五墩台村、翠屏庵村、马家梁村、虎头梁村、瓦盆窑村和南茶坊村。